# پرچم جامائیکا

پرچم جامائیکا

پرچم نیروی دریایی جامائیکا

نخستین طرح پیشنهادی برای پرچم جامائیکا

پرچم جامائیکا با تناسب ۱:۲ در روز استقلال آن کشور در ۶ اوت ۱۹۶۲ پذیرفته شد. این پرچم توسط کمیتهٔ دو حزبی مجلس نمایندگان جامائیکا طراحی شد و شامل صلیب مورب زردرنگی است که پرچم را به چهار مثلث سبز در بالا و پایین و سیاه در چپ و راست (بخش‌های اهتزاز و پرواز) تقسیم کرده‌است. پهنای این صلیب ضربدری‌شکل یک ششم طول پرواز پرچم است.
در تمام پرچم‌های ملی کشورها به جزء پرچم جامائیکا، دست‌کم یکی از رنگ‌های آبی، قرمز و یا سفید وجود دارد.

## نمادشناسی
پرچم جامائیکا در کل نمادی است بر این مطلب که «سختی‌ها وجود دارند اما زمین سبز است و خورشید نیز می‌تابد.» همچنین در این پرچم؛ رنگ زرد نماد تابش طلایی‌رنگ آفتاب و ثروت نهفته در منابع طبیعی جزیره.، سیاه نماد سختی‌هایی که باید با آن‌ها روبرو شد و برشان فائق آمد. و سبز نشانگر امید به آینده، پوشش گیاهی جزیره و کشاورزی است.

## پرچم‌های پیش از استقلال

۱۸۷۵-۱۹۰۶
۱۹۰۶-۱۹۵۷
۱۹۵۷-۱۹۶۲
۱۹۶۲